# NGC 481
NGC 481 ist eine elliptische Galaxie vom Hubble-Typ E/S0 im Sternbild Walfisch südlich der Ekliptik. Sie ist schätzungsweise 249 Millionen Lichtjahre von der Milchstraße entfernt und hat einen Durchmesser von etwa 85.000 Lj. 

Im selben Himmelsareal befindet sich u. a. die Galaxie NGC 480.
Das Objekt wurde am 20. November 1886 von dem US-amerikanischen Astronomen Lewis A. Swift entdeckt.